# Timperley Early
Timperley Early ist eine Sorte des Gemeinen Rhabarber.
Die frostunempfindliche Sorte treibt früh aus – daher auch der Name – und eignet sich für die Treiberei, wie sie in West Yorkshire für Yorkshire Forced Rhubarb angewendet wird. Das heißt, dass Timperley Early, wenn die Pflanzen im Winter in einem Treibhaus kultiviert werden, schon Ende Dezember geerntet werden kann; mit Abdeckung im Freien kann die Ernte immerhin schon im Februar beginnen. Timperley Early kann aber auch natürlich kultiviert werden. Zugleich handelt es sich um eine besonders zarte Sorte, die wenig verholzt oder hart wird und deshalb auch am Ende der Erntesaison noch geerntet werden kann. Die Sorte ist daher kommerziell vielseitig einsetzbar. Verschiedene Beschreibungen widersprechen sich hinsichtlich des Ertrags: Timperley Early wird sowohl als reichtragend (heavy cropper) als auch als nicht sehr ertragreich(yield not huge) charakterisiert.
Timperley Early wurde in den 1920er Jahren als Zufallssämling entdeckt und zunächst nur durch den Entdecker T. Baldwin aus Timperley in der Nähe von Manchester kultiviert. Erst 1947 konnten Bauern aus dem Rhabarberanbaugebiet in Yorkshire Rhizome erwerben. Die Sorte entwickelte sich schnell zur Hauptanbausorte für die Frühtreiberei und wird bis heute kommerziell angebaut. Im Jahr 2003 wurde der Rhabarbersorte der Award of Garden Merit der Royal Horticultural Society verliehen.
Timperley Early ist durch lange, schlanke Blattstiele gekennzeichnet. Die Stiele haben eine leuchtendrote Färbung, die bei der Treiberei unter Lichtabschluss besonders stark hervortritt. Bei reifen, im Freien gewachsenen Stielen geht die rote Färbung zunehmend in ein helles Grün mit roten Sprenkeln über. Das Innere der Stängel ist grün. Beim Kochen verliert Timperley Early allerdings die Färbung. Der Geschmack wird als delikat beschrieben.